# Осадовий чохол

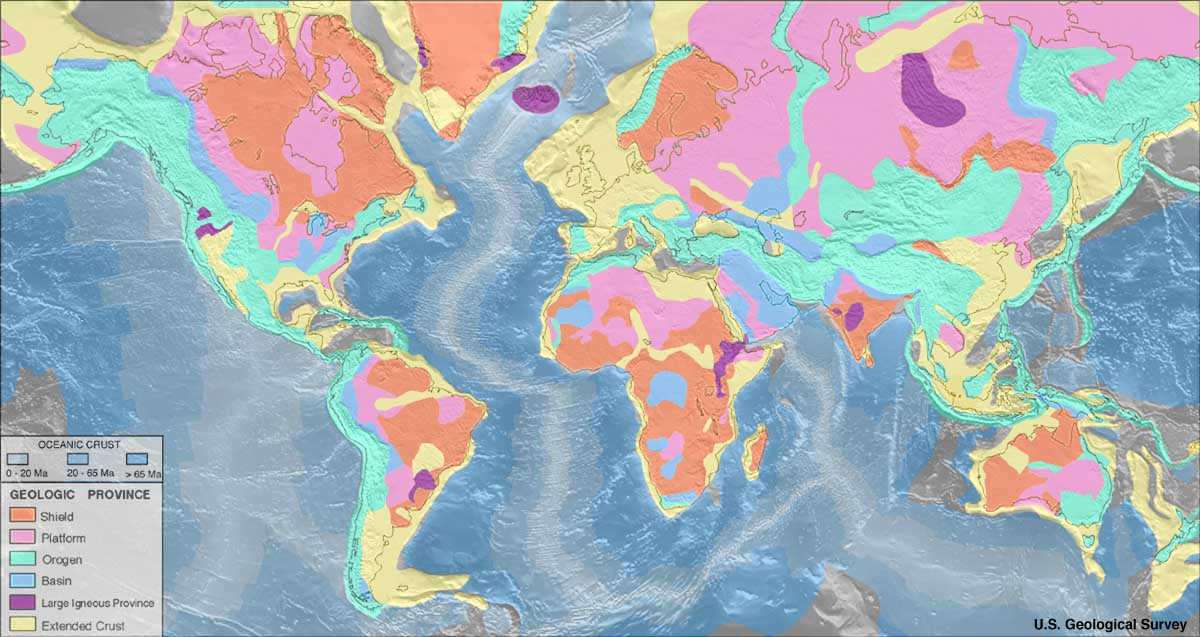
Геологічні провінції світу

Осадовий чохол, платформний чохол (рос. осадочный чехол, англ. sedimentary cover, sedimentary mantle; нім. Sedimentmantel m, Tafeldecke f, Sedimentüberzug m, Deckgebirge n) — верхній структурний ярус платформи, складений, як правило, неметаморфізованими осадовими гірськими породами. Магматичні утворення представлені породами трапової формації. В основі осадових чохлів іноді присутні кислі вулканічні утворення. Відклади осадових чохлів характеризуються пологим заляганням і невеликою потужністю.
Синонім: ПЛАТФОРМНИЙ ЧОХОЛ (рос. платформный чехол, англ. sedimentary cover, platform mantle; нім. Tafeldecke f, Sedimentüberzug m) — те саме, що осадовий чохол.